# ライムント時代の調べ

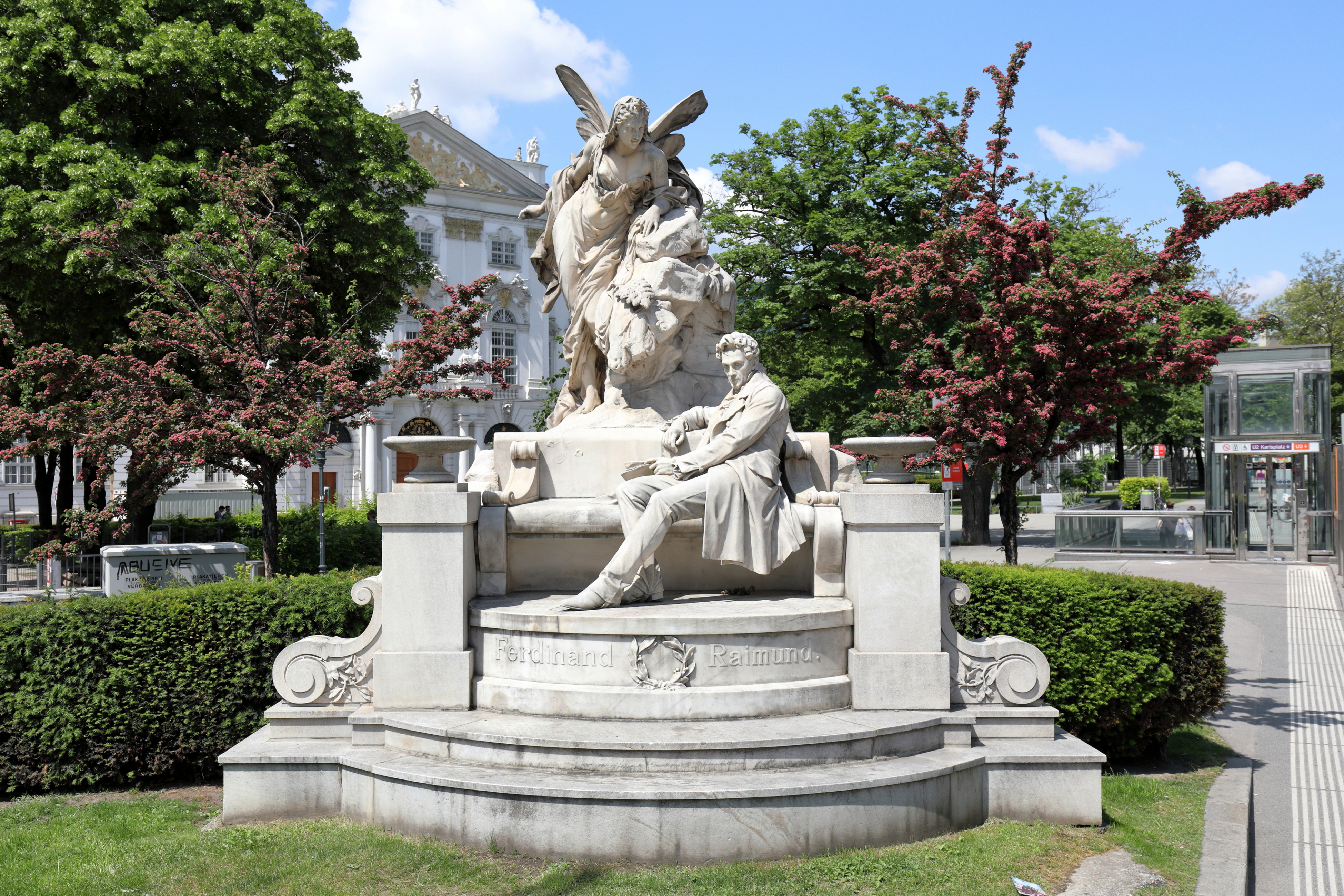
1898年に制作されたフェルディナント・ライムントの像。

『ライムント時代の調べ』（ドイツ語: Klänge aus der Raimundzeit）作品479は、ヨハン・シュトラウス2世が作曲した幻想曲。作曲者にとって作品番号が付けられた最後の楽曲である。

## 楽曲解説
「ライムント時代」とは、かつて劇作家フェルディナント・ライムントが活躍した時期のことであり、ヨハン・シュトラウス1世やヨーゼフ・ランナーによって「ワルツ合戦」が繰り広げられた頃を示している。1898年、ライムントを記念する銅像の除幕式に先立って、新曲を作ってほしいという依頼がワルツ王ヨハン・シュトラウス2世のもとに持ち込まれた。
ヨハン2世は、晩年になって自らの死が近づいていることを感じ取っていた。この『ライムント時代の調べ』は、ライムントの作品の歌詞である「さらば友よ」と、もう一つの別れの歌「さようなら、静かな我が家よ」で始まり、それに続いてランナーの『シュタイヤー風舞曲』や『シェーンブルンの人びと』、父ヨハン1世の『人生は踊り』や『ドナウ川の歌』など5曲のモチーフが次々と現れ、再びライムントの二つの歌に戻って終わるというワルツのメドレーである。自らの命がもう長くないことを予感していたヨハン2世は、1848年革命以前の「古き良き時代」を感傷的に回顧してこの楽曲を作曲したのである。

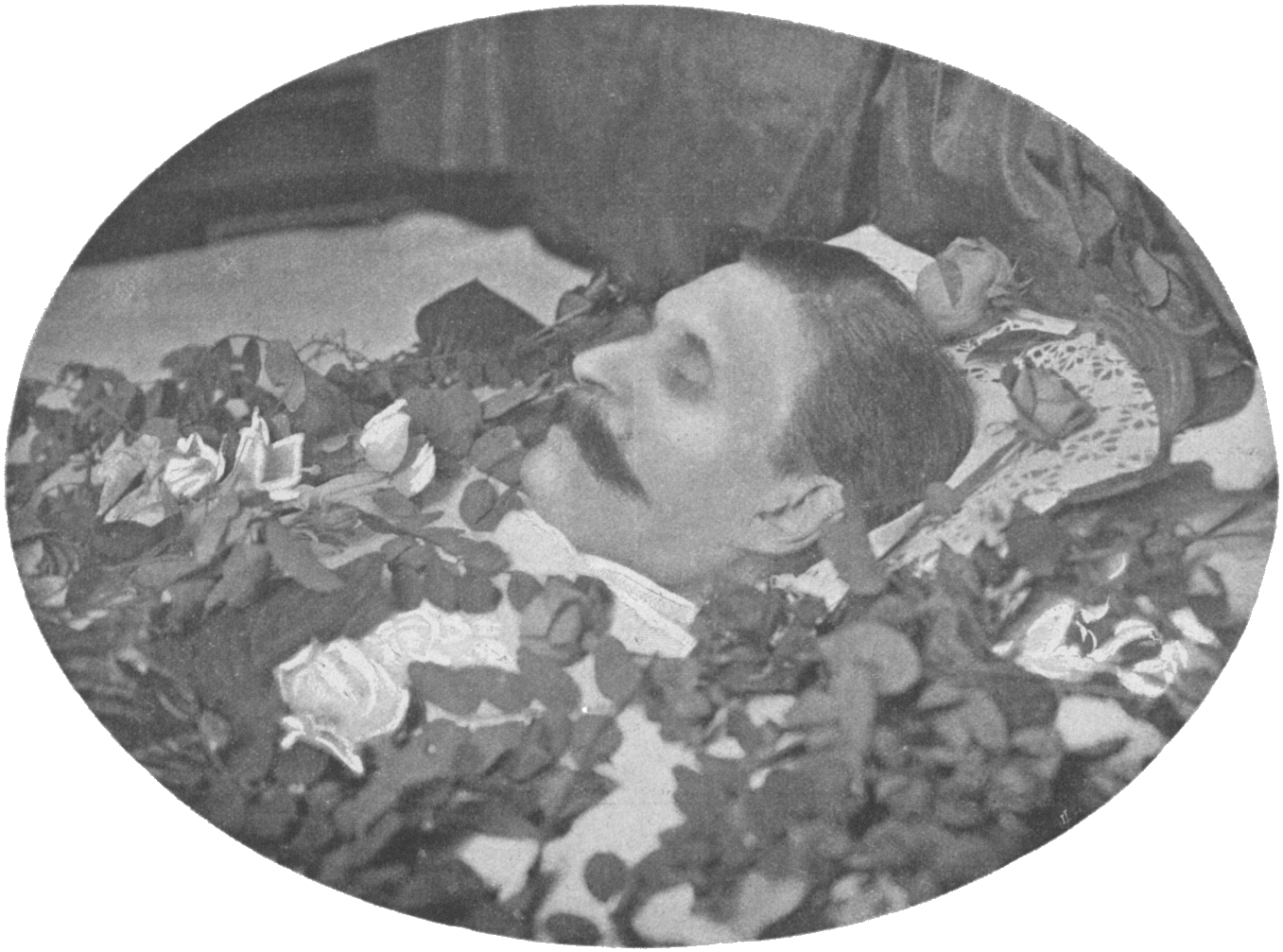
花を手向けられたヨハン2世の遺骸。（1899年6月撮影）

ヨハン2世は、体調に不安を抱えながらも自ら指揮棒を取って初演した。そしてこの回顧的な作品こそが、作品番号が付けられた最後のヨハン2世の作品となってしまった。ヨハン2世は翌1899年6月3日に死去したが、彼が死の床で口ずさんだ言葉も、ライムントの歌詞「さらば友よ、だれにもいつかは別れの時がくる」だったと伝えられている。